# Chelonus sternalis
Chelonus sternalis är en stekelart som beskrevs av Vladimir Ivanovich Tobias 1964. Chelonus sternalis ingår i släktet Chelonus och familjen bracksteklar. Inga underarter finns listade i Catalogue of Life.